# Aliağa
Aliağa è un comune della Turchia centro dell'omonimo distretto, nella provincia di Smirne. È parte del comune metropolitano di Smirne, dal cui centro dista circa 50 chilometri.

## Economia
L'economia si basa essenzialmente sulla raffinazione del petrolio, sulla demolizione di navi e sul turismo.

### Demolizione navale
La cittadina è nota per i diversi impianti di smantellamento e demolizione delle navi. In particolare nel 2020, a causa della pandemia di COVID-19, si è assistito a una crescita del processo di riciclaggio delle navi, soprattutto quelle da crociera, in quanto alcune società attive nel settore hanno dovuto fronteggiare le ingenti perdite economiche che tale  situazione ha causato.